# Надгробни споменик Марку Обреновићу у Ртарима
Споменик Марку Обреновићу (†1843) у Ртарима је најстарији датирани споменик на гробљу Рајковача у доњодрагачевском селу Ртари, Oпштина Лучани. Подигнут је дванаестогодишњем дечаку Марку Обреновићу, члану фамилије Раденковић.
Омањи студенички крсташ са идентично стилизованим крацима који се по средини завршавају зупчасто-троугластим испустом, израђен од белог радочелског мермера, димензија 41х27х4,5 cm.
Са источне стране, испод стилизоване цветне гране уклесан је текст епитафа: Марко Обреновић поживи 12 г. умре 13 јуниа 1843 г.
Споменик је добро очуван, прекривен патином и лишајем.
Текст епитафа, исписан читким словима предвуковске азбуке, у оригиналу гласи:
МАРКО ѠБРЄ
НОВИЋЪ ПОЖІ
ВІ. 12. Г: УМРЄ
13 ЮНІЯ у
1 8 4 3. Г